# 无锡市行政区划
| 梁溪区 锡山区 惠山区 滨湖区 新吴区 江阴市 宜兴市 | 梁溪区 锡山区 惠山区 滨湖区 新吴区 江阴市 宜兴市 |
| ------------------------------------------------ | ------------------------------------------------ |
| 政府驻地                                         | 梁溪区                                           |
| 人口                                             | 470万人                                          |
| 面积                                             | 4628平方千米                                     |
| 行政区划代码                                     | 320200                                           |
| 电话区号                                         | 0510                                             |
| 邮政编码                                         | 214000                                           |
| 政府网站                                         | http://www.wuxi.gov.cn/ （页面存档备份，存于）   |

现在的无锡市是一个由梁溪区、锡山区、惠山区、滨湖区和新吴区5个市辖区以及宜兴市和江阴市2个县级市组成的地级市，共有470万人，全市面积约为4628平方千米，市政府位于梁溪区。

## 历史沿革

### 简史
1949年4月23日23时，中国人民解放军第29军87师从光复门进驻当时的中华民国无锡县，中华民国政府对无锡的管辖随之结束。次日，原无锡县被划分为无锡市和新无锡县，无锡市人民政府成立。:3204月26日，苏南行署区在无锡市成立并开始管辖无锡等地区。:595:1051952年11月15日，苏南行署区和苏北行署区合并为江苏省。:597次年1月江苏省人民政府成立，:223无锡市成为了江苏省的地级市并被划分为8个行政区，称作一区至八区。1955年5月27日，无锡市七区和八区被并至六区，1956年7月，一区更名为崇安区，二区更名为工运区，三区更名为南长区，四区更名为西新区，五区更名为北塘区，六区为更名郊区。:125
而无锡县的管辖者则在此后多次变化，1983年3月，无锡县的苏州管辖部分被改为无锡市管辖并不再改属到其他地区的名下，江阴县和宜兴县也于此时也被转给无锡市管辖。:2731987年4月23日，江阴县被改为县级市江阴市；:296:854次年:4341月9日，宜兴县被改为县级市宜兴市。:19951995年6月8日，无锡县全县被改为县级市锡山市，:918但在2000年12月21日它又被改为无锡市管辖的锡山区和惠山区两个行政区。
2015年，中华人民共和国国务院将无锡市的崇安区、南长区和北塘区三区并为梁溪区，将无锡新区改为新吴区，负责管辖硕放、梅村、新安、鸿山、江溪和旺庄6个街道，无锡市今天的行政区划最终形成。

### 时间轴
1949年前
- 前202年，始置无锡县，属会稽郡。
- 9年，新始建国元年，改名为有锡县。
- 25年，东汉建武元年，复置无锡县。
- 234年，三国吴省无锡县。
- 281年，西晋太康二年复置无锡县，属毗陵郡。
- 1295年，元元贞元年，升无锡为州，属江浙行中书省常州路。
- 1368年，明洪武元年，仍称无锡县，属中书省常州府。
- 1724年，清雍正初，分无锡县为无锡、金匮两县，均属常州府。
- 1912年，中华民国成立，无锡、金匮两县合并，复称无锡县，属苏常道。
- 1927年，北伐成功、江苏光复，废道治，无锡县直属江苏省。
- 1934年，国民政府设江苏省第二行政督察专员公署于无锡，辖吴、武进、江阴、昆山、宝山等十县。
- 1937年，七七抗战爆发，是年11月15日无锡县政府迁陆区，翌年起，县府机关先后转进梅村、八士、雪堰桥等地开展活动。
- 1938年，日军设立伪江苏省政府，省府由镇江迁苏州，无锡为省直辖县，并设伪无锡县知事公署。
- 1940年9月，伪无锡县政府成立。
- 1945年8月15日，日军投降，抗战胜利。10天后，无锡县县长范惕生入城着手接收工作。
- 1949年4月23日，解放軍占领無錫。

苏南行署区无锡市
- 1949年4月24日，原无锡县分为无锡市、无锡县，设立无锡市人民政府，顾风、包厚昌为首任正副市长；4月26日，苏南行署区成立，驻无锡市，管文蔚任主任；无锡市下辖无锡县及三个指导区。
- 1952年11月15日，苏南行署区、苏北行署区、南京市合并建立江苏省，次年省政府正式成立，无锡市成为江苏省省辖市。

江苏省无锡市
- 1953年1月1日，重新编制市内行政区划，无锡市划分为八个行政区，称一区至八区，並轄無錫縣；[13]2月6日，原辖无锡县编入苏州专区；3月27日，苏州专区所属的无锡县划出部分区域，分别编入無錫市六区、七区。
- 1954年6月2日，苏州专区所属的无锡县划出部分区域，编入無錫市六区。
- 1955年5月27日，市七区、八区合并至六区；7月12日，一区更名崇安区、二区更名工运区、三区更名南长区、四区更名西新区、五区更名北塘区、六区更名郊区。
- 1957年3月15日，苏州专区所属的震泽县划出部分区域，编入無錫市郊区。
- 1958年6月，工运区编入崇安区、西新区编入南长区与北塘区；7月6日，苏州专区所属的无锡县编入无锡市；7月8日，郊区编入无锡县。
- 1960年5月，无锡县划出原郊区部分，成立太湖区；[13]又划出部分区域，分别编入崇安区、南长区、北塘区。
- 1962年9月25日，无锡县划归苏州专区领导。[13][5]:111[6]:127[14]:104
- 1963年，太湖区更名郊區。[6]:125[15]:1995
- 1968年3月21日，崇安区更名为崇武区。[13]
- 1978年8月25日，崇武区復名为崇安区。[13]
- 1980年7月，郊区划出部分区域，成立马山办事处。
- 1983年1月18日，苏州地区所属的江阴县、无锡县，镇江地区的所属宜兴县编入无锡市；7月7日，马山办事处并入郊区。
- 1987年4月23日，江阴县撤县建市，成立江阴市；12月22日，郊区划出部分区域，成立马山区。
- 1988年1月9日，宜兴县撤县建市，成立宜兴市。
- 1992年6月2日，无锡市经济技术开发区管理委员会在郊区锡南片区正式成立，代表市政府在开发区内行使市级经济管理和审批权限。
- 1995年1月11日，市政府改组原经济技术开发区为无锡新区；6月8日，无锡县撤县建市，成立县级市锡山市。[6]:126[16]:87[13]
- 2000年12月21日，锡山市撤市，划出部分区域，分别成立锡山区、惠山区；马山区与锡山市的剩余区域并入郊区，郊区更名滨湖区，至此無錫形成六區二市（縣）的地區構成。[17][13]
- 2002年1月30日，滨湖区南站镇、坊前镇、梅村镇的行政管理归属无锡市新区管理委员会；滨湖区中桥街道、芦庄街道的行政管理归属南长区；滨湖区刘潭街道的行政管理归属北塘区。到2002年底，无锡市区七区的格局形成。[13]
- 2015年10月13日，崇安区、南长区、北塘区合并设立梁溪区；以锡山区的鸿山街道和滨湖区的江溪、旺庄、硕放、梅村、新安街道（即原无锡新区）分设新吴区。无锡市今天的五區二市行政区划最终形成。[18]

## 行政区划

### 市辖区
锡山区数字包含锡山经济技术开发区所辖2街道；惠山区数字包含无锡（藕塘）职教园区所辖钱桥街道；江阴市数字包含江阴临港新城所辖2街道、2镇及江阴高新技术产业开发区所辖城东街道；宜兴市数字包含宜兴环保科技工业园所辖1街道、1镇及宜兴经济开发区所辖屺亭街道。
| 名称   | 区划代码 | 图片 | 建立时间       | 面积           | 政府驻地   | 邮政编码 | 行政区划 | 行政区划 | 行政区划 | 行政区划 |
| 名称   | 区划代码 | 图片 | 建立时间       | 面积           | 政府驻地   | 邮政编码 | 街道     | 镇       | 社区     | 行政村   |
| ------ | -------- | ---- | -------------- | -------------- | ---------- | -------- | -------- | -------- | -------- | -------- |
| 锡山区 | 320205   |      | 2000年12月21日 | 399.11平方千米 | 东亭街道   | 214100   | 5        | 4        | 42       | 76       |
| 惠山区 | 320206   |      | 2000年12月21日 | 325.12平方千米 | 堰桥街道   | 214100   | 5        | 2        | 54       | 56       |
| 滨湖区 | 320211   |      | 2000年12月21日 | 628.15平方千米 | 蠡湖街道   | 214000   | 8        | 1        | 102      | 8        |
| 梁溪区 | 320213   |      | 2015年11月30日 | 71.50平方千米  | 崇安寺街道 | 214000   | 17       | --       | 152      | --       |
| 新吴区 | 320214   |      | 2016年2月20日  | 220.01平方千米 | 新安街道   | 214000   | 6        |          | 82       | 33       |

### 县级市
| 名称   | 区划代码 | 图片 | 建立时间      | 面积            | 政府驻地 | 邮政编码 | 行政区划 | 行政区划 | 行政区划 | 行政区划 |
| 名称   | 区划代码 | 图片 | 建立时间      | 面积            | 政府驻地 | 邮政编码 | 街道     | 镇       | 社区     | 行政村   |
| ------ | -------- | ---- | ------------- | --------------- | -------- | -------- | -------- | -------- | -------- | -------- |
| 宜兴市 | 320282   |      | 1988年1月9日  | 1996.61平方千米 | 宜城街道 | 214200   | 4        | 14       | 95       | 216      |
| 江阴市 | 320281   |      | 1987年4月23日 | 986.97平方千米  | 澄江街道 | 214400   | 5        | 10       | 58       | 243      |